# Gamin
Gamin은 파일과 디렉터리를 모니터링하는 시스템으로, 파일 얼터레이션 모니터(FAM)의 일부를 독립적으로 구현한다. 하나의 서비스로서 실행되며 파일이나 디렉터리의 수정을 감지할 수 있다. gam_server는 Gamin의 데몬 역할을 한다.

## 기원
gamin이라는 단어는 프랑스어로 소년을 의미한다. (여성에 해당하는 용어는 gamine이다) Gamin 프로젝트는 Marmot이라는 이름의 초기 프로젝트에 기반을 둔다.(marmot은 프랑스어로 아이를 의미한다)

## 애플리케이션
리눅스에서 Gamin은 Inotify 또는 Dnotify를 사용하여 파일시스템 활동을 모니터링한다. FreeBSD에서 Gamin은 네이티브 FreeBSD 커널 이벤트 통보 매커니즘으로서 kqueue/kevent을 사용하지만 이 경우 kqueue는 inotify 대비 주된 단점이 하나 있다: inotify는 파일명 기반 모니터링 기능이며 kqueue는 모니터링되는 파일의 식별을 위한 파일 서술자를 사용한다. 그러므로 FreeBSD에서 gam_server는 모니터링되는 디렉터에서 각 파일을 열어야 한다.
수많은 파일이 저장된 디렉터리를 모니터링할 때에는 문제가 될 수 있는데 그 이유는 시스템이 최대 파일 서술가 카운트(kern.maxfiles 및 kern.maxfilesperproc)의 커널 제한에 쉽게 도달할 수 있기 때문이다.